# Louis-Jean Malvy
Louis Malvy, nació en Figeac (Lot) el 1 de diciembre de 1875 y falleció en París el 10 de junio de 1949, y fue un hombre político radical francés.

## Sus orígenes
Louis-Jean Malvy nació y se crio en el seno de una familia de Souillac, comuna francesa situada en el departamento del Lot. Allí se encuentran trazas de sus ancestros en los registros locales desde 1466, ligados a la pequeña burguesía activa de artesanos y de comerciantes: posaderos, cristaleros, albañiles, vendedores y viajantes.
Su padre, Martin Malvy, director de una molinería, fue elegido alcalde (de la izquierda radical-socialista) de Souillac en 1892, y ocupó el cargo de consejero general del cantón en 1894.
Louis-Jean Malvy se casó en 1901 con Louise de Verninac, hija de una familia de la nobleza provincial, la familia de Verninac, que dio a Francia varias destacadas personalidades políticas bajo el reinado de Louis XVI y en los tiempos subsiguientes (tales como Raymond-Jean-Baptiste de Verninac Saint-Maur y Henri-François-Charles de Verninac-Saint-Maur, entre otros), así como un vicepresidente del Senado (el propio suegro de Louis-Jean Malvy). Y a través de este vínculo familiar, también está ligado al pintor Eugène Delacroix y al ebanista Jean-François Oeben.

## Sus descendientes
Louis-Jean Malvy tuvo un hijo y dos hijas.
De una relación con la actriz Hélène Berry tuvo a Jeannine, nacida el 11 de noviembre de 1915, que reconoció así como a su hermano mayor, después de la muerte de la madre en diciembre de 1915.
Su hijo, Charles Malvy, abogado y también simpatizante de izquierda, a partir de 1935 dirigió el periódico antibolchevique La Gauche Quercynoise, cuya divisa era "Ordre, Travail, et Propriété" (en español: "Orden, Trabajo, y Propiedad"). Al comenzar la Segunda Guerra Mundial, Charles Malvy se unió a Charles de Gaulle y participó en las FFL ("Forces Françaises Libres", la "France libre"). Hizo la Campaña de Italia, desembarcó en Provence, y con posterioridad prosiguió el combate incluso en la misma Alemania y hasta 1945.
Paulette, la otra hija de Louis-Jean Malvy, contrajo matrimonio con Marcel Peyrouton, efímero Ministro del Interior del mariscal Philippe Pétain durante el Gobierno de Vichy, y quien junto a Pierre Laval, Raphaël Alibert, Charles Huntziger, René Belin, Paul Baudouin, François Darlan, y al propio Pétain, firmó y aplicó el texto discriminatorio del 3 de octubre de 1940 respecto de los judíos, pero quien al tener convicciones anti-colaboracionistas, en un determinado momento se opuso a Laval, trasladándose a Argelia en 1942, donde fue nombrado Gobernador General de Argelia (con apoyo de los americanos favorables al general Giraud); y quien como muchos, al fin de la guerra fue juzgado por la Corte Internacional de Justicia, y finalmente absuelto.
La segunda hija de Louis-Jean Malvy contrajo matrimonio con Maurice Rheims, quien también se integró a las FFL después de evadirse de un campo de prisioneros, y quien terminó la guerra como comandante de una unidad de paracaídas, habiendo sido condecorado con la Medalla de la Resistencia; Maurice Rheims fue luego un gran subastador, y miembro de la Académie française (Referencia: Libro de Jean-Yves Le Naour, L'Affaire Malvy).
El nieto de Louis-Jean Malvy, Martin Malvy, fue diputado por el PS de Lot (elegido y reelegido a parir de 1978), y también Ministro de Finanzas durante la presidencia de François Mitterrand. También fue Presidente de la Région Midi-Pyrénées desde 1998, destacándose que fue reelecto el 21 de marzo de 2010 con cerca del 68 % de los sufragios (record nacional).

## Mandatos políticos de Louis-Jean Malvy
- Alcalde de Souillac entre 1929 y 1940.
- Diputado por Lot entre 1906 y 1919, y luego entre 1924 y 1940.

## Funciones gubernamentales de Louis-Jean Malvy
- Subsecretario de Estado (Justicia) en el Gobierno de Ernest Monis, entre el 2 de marzo y el 27 de junio de 1911.
- Subsecretario de Estado (Interior y Culto) en el Gobierno de Joseph Caillaux, entre el 27 de junio de 1911 y el 14 de enero de 1912.
- Ministro de Comercio, Industria, y Comunicaciones, en el Gobierno de Gaston Doumergue (1), entre el 9 de diciembre de 1913 y el 17 de marzo de 1914.
- Ministro del Interior en el Gobierno de Gaston Doumergue (1), del 17 de marzo al 9 de junio de 1914.
- Ministro del Interior en el Gobierno de René Viviani (1), del 13 de junio al 26 de agosto de 1914.
- Ministro del Interior en el Gobierno de René Viviani (2), del 26 de agosto de 1914 al 29 de octubre de 1915.
- Ministro del Interior en el Gobierno de Aristide Briand (5), del 29 de octubre de 1915 al 12 de diciembre de 1916.
- Ministro del Interior en el Gobierno de Aristide Briand (6), del 12 de diciembre de 1916 al 20 de marzo de 1917.
- Ministro del Interior en el Gobierno de Alexandre Ribot (5), del 20 de marzo al 31 de octubre de 1917.
- Ministro del Interior en el Gobierno de Aristide Briand (9), del 9 de marzo al 10 de abril de 1926.

## Acción política
Louis Jean Malvy fue Ministro del Interior durante la Primera Guerra Mundial.
En el desempeño de sus funciones, decidió no aplicar el Carnet B con el fin de prevenir una eventual reacción obrera negativa respecto de la guerra, permitiendo la participación libre de los obreros en la Union Sacrée (movimiento nacionalista y patriótico favorable a la guerra que se estaba gestando y que más tarde se desencadenó).

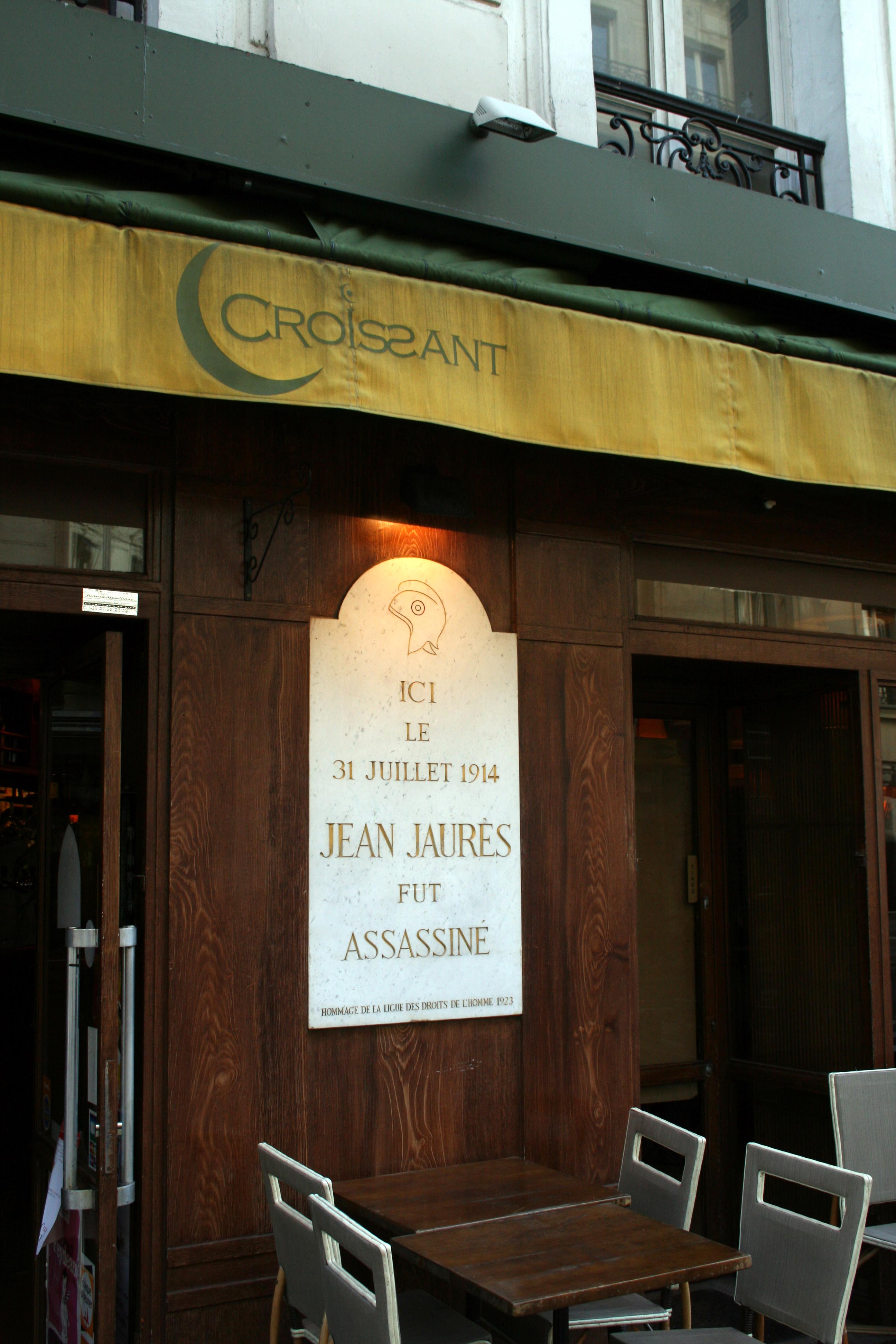
Placa conmemorativa en el Café du Croissant: "Aquí, el 31 de julio de 1914, Jean Jaurès fue asesinado".

Recuérdese que en el verano europeo de 1914 y en vista de los acontecimientos internacionales que se sucedían (17 de junio el asesinato en Sarajevo del archiduque y heredero al trono austrohúngaro Francisco Fernando y su esposa Sofía Chotek; enfrentamientos armados entre Serbia y Austria-Hungría, que luego culminarían con la declaración formal de guerra del 28 de julio), muchos socialistas se estaban alejando de las tradicionales posiciones obreras pacifistas y antimilitaristas, Gustave Herbé entre ellos, en alguna medida superponiendo y compatibilizando la "lucha entre naciones" con la "lucha de clases". Y así, la consigna «Non à la guerre » poco a poco dio paso a la consigna «Défense nationale d'abord ».
El socialista pacifista Jean Jaurès fue quien dentro de la izquierda encabezaba entonces las opiniones contrarias a la guerra de la que se venía hablando y que parecía inminente, pero fue asesinado en París el 31 de julio de 1914 por Raoul Villain.
Recuérdese también que el "Carnet B" era el principal instrumento de control de «sospechosos », franceses o extranjeros, utilizado durante la Tercera República en Francia.
Por otra parte y en oportunidad de la protesta social de 1917, la que rompió el apoyo que generalizadamente se daba a la Union sacrée, corresponde destacar que Louis Malvy hizo presión frente a los empresarios en el sentido de promover aumentos de salarios a los trabajadores, para que así éstos pudieran hacer frente al encarecimiento de la vida, y para así lograr cierta paz social (huelga de obreros en París, en junio de 1917). 
Partidario de una paix blanche, se lo tildó a Malvy incluso de pacifista.
También se lo hizo responsable de la Bataille du Chemin des Dames ("Ofensiva Nivelle" o "Segunda Batalla de Aisne"), por lo que renunció a su puesto ministerial hacia el fin de agosto de 1917, lo que contribuyó a la caída del Gobierno Alexandre Ribot.
Léon Daudet, jefe de redactores del periódico L'Action française, envió una carta a Georges Clemenceau acusando a Malvy de haber proporcionado informes militares a Alemania durante el conflicto, y de haber fomentado los disturbios de 1917 (lo que sin duda era completamente falso). Dicha carta fue leída en la Asamblea Nacional por el presidente del Consejo Paul Painlevé, el 4 de octubre de 1917. Y esperando ser apoyado, Malvy solicitó que se instruyera una comisión con el fin de juzgar sus actos.
Pero finalmente fue arrestado por orden de Clemenceau, al igual que Joseph Caillaux.
Y luego de dos días de audiencia en el Senado, fue condenado por la Alta Corte de Justicia, el 6 de agosto de 1918; reconocido inocente del crimen de traición, se lo declaró «culpable - actuando entre 1914 y 1917 como Ministro del Interior y en el ejercicio de sus funciones - de haber ignorado, violado, y traicionado los deberes propios de su cargo, y de haber hecho abuso de autoridad, incurriendo entonces en responsabilidad penal, en virtud del artículo 12 de la Ley del 16 de julio 1875 ».

Innocenté du crime de trahison il est reconnu «coupable d'avoir - agissant comme ministre de l'intérieur dans l'exercice de ses fonctions - de 1914 à 1917, méconnu, violé et trahi les devoirs de sa charge dans des conditions le constituant en état de forfaiture et encouru ainsi les responsabilités criminelles prévues par l'article 12 de la loi du 16 juillet 1875 ».
Selon l'extrait des minutes de la cour de justice placardé sur les murs de Paris et de province, signé par le greffier et le procureur Mérillon.

Entonces fue inmediatamente condenado a 5 años de destierro, lo que suscitó vivas reacciones de la parte de la prensa de izquierda, la que se encargó de divulgar el caso y el fallo bajo los titulares «une nouvelle affaire Dreyfus ».
Malvy partió al exilio en España, pero en 1924 fue amnistiado y volvió a Francia.
Fue reelecto diputado de Lot ese mismo año, y de nuevo nombrado Ministro del Interior en 1926.

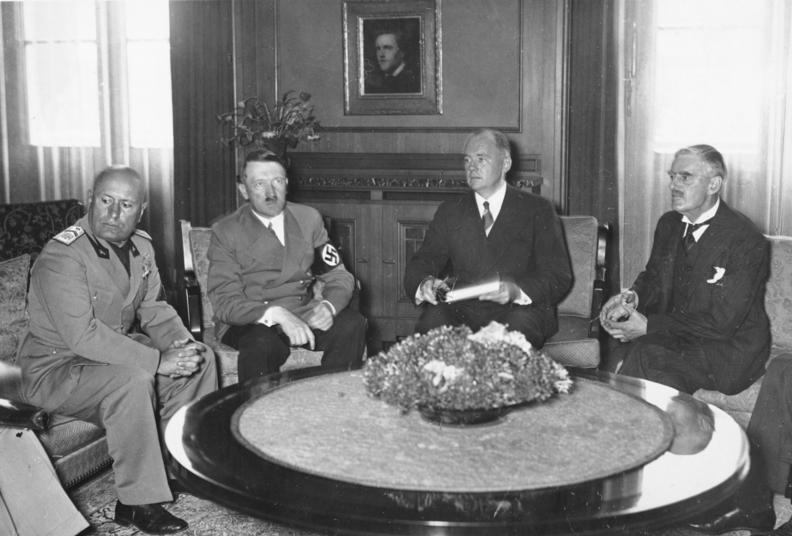
Firmantes de los Acuerdos de Múnich.

En los prolegómenos de la Segunda Guerra Mundial, Louis-Jean Malvy, quien se oponía al Front Populaire (pacifista), y junto al Ministro Georges Bonnet, propiciaba una paz separada con Mussolini. Pero en su momento también apoyó el Tratado de Múnich firmado por Adolf Hitler, Benito Mussolini, Édouard Daladier, y Arthur Neville Chamberlain.
El 10 de julio de 1940, en Vichy, votó plenos poderes al mariscal Philippe Pétain, lo que posteriormente le valdrá ser tildado de indignidad nacional, y en 1945 declarado inelegible por diez años.
Debió sufrir un odio feroz alimentado tanto por el Partido Comunista Francés como por los sectores de extrema derecha.

## Anatole de Monzieopina sobre Malvy
En el libro que Anatole de Monzie escribió y publicó en 1942 a través de la Editorial Flammarion, expone un perfil interesante y un poco cáustico de Louis-Jean Malvy: «Élu du Lot, maire de Cahors, et maintes fois ministre de la 3ème République »; «Dans le Lot, un nom est accueilli avec une faveur spéciale: celui de Peyrouton, ministre de l'intérieur. Car Peyrouton est le gendre de Malvy et son avènement affirme une continuité de fortune familiale qui enchante nos habitudes de pensée. »
Malvy entró como hijo y yerno de la política. Siguió a Monsieur de Verninac, gentilhombre de izquierda, fundador de la República en Quercy, protector de incontables dinastías administrativas, y a su vez fue seguido por Marcel Peyrouton.
Louis-Jean Malvy fue para la izquierda como una caución departamental, y en ese tiempo a veces de alguien se decía: «Ce n'est pas un mauvais homme, dommage qu'il ne ressemble pas davantage à Malvy» ("No es un mal hombre, pero lástima que no sea más parecido a Malvy").

### Obras sobre Louis Malvy
- (en francés) Jean-Yves Le Naour, L'affaire Malvy, le Dreyfus de la Grande Guerre; Hachette Littérature, 8 de noviembre de 2007; ISBN 2-01-237393-3